# Bom Sucesso (Minas Gerais)
Bom Sucesso – miasto i gmina w Brazylii, w stanie Minas Gerais. Znajduje się w mezoregionie Oeste de Minas i mikroregionie Oliveira.